# Live in Chicago
Live in Chicago — концертний альбом британського гурту King Crimson, який вийшов 14 жовтня 2017 року. Видавцем став лейбл Discipline Global Mobile. Альбом записали 28 червня 2017 року під час виступу в Чиказькому театрі.

## Композиції

### Диск 1
1. Bellscape & Orchestral Werning — 2:29
2. Larks’ Tongues in Aspic: Part One — 9:27
3. Neurotica — 4:54
4. The Errors — 4:54
5. Cirkus — 7:31
6. The Lizard Suite — 11:21
7. Fallen Angel — 6:01
8. Larks’ Tongues in Aspic: Part Two — 7:08
9. Islands — 9:50
10. Pictures of a City — 9:59

### Диск 2
1. Indiscipline — 8:01
2. The ConstruKction of Light (Part I) — 6:20
3. Easy Money — 9:34
4. The Letters — 6:37
5. Interlude — 2:29
6. Meltdown — 4:22
7. Radical Action II — 2:28
8. Level Five — 7:03
9. Starless — 14:55
10. Heroes (кавер-версія Девіда Бові) — 4:27
11. 21st Century Schizoid Man — 15:55

#### Примітка
- У переліку пісень The Errors був підписаний як Radical Action III[4].
- The Court of Crimson King був надрукований у переліку пісень, але не виконувався[4].

## Учасники запису
- Роберт Фріпп — гітара, клавіші
- Пет Мастелотто — ударні
- Якко Якшик[en] — гітара, вокал, флейта
- Тоні Левін — бас-гітара, бек-вокал
- Мел Коллінз — саксофон, флейта
- Білл Ріфлін[en] — клавіші
- Гевін Гаррісон[en] — ударні
- Джеремі Стейсі[en] — ударні, клавішні